# Rino Galiano

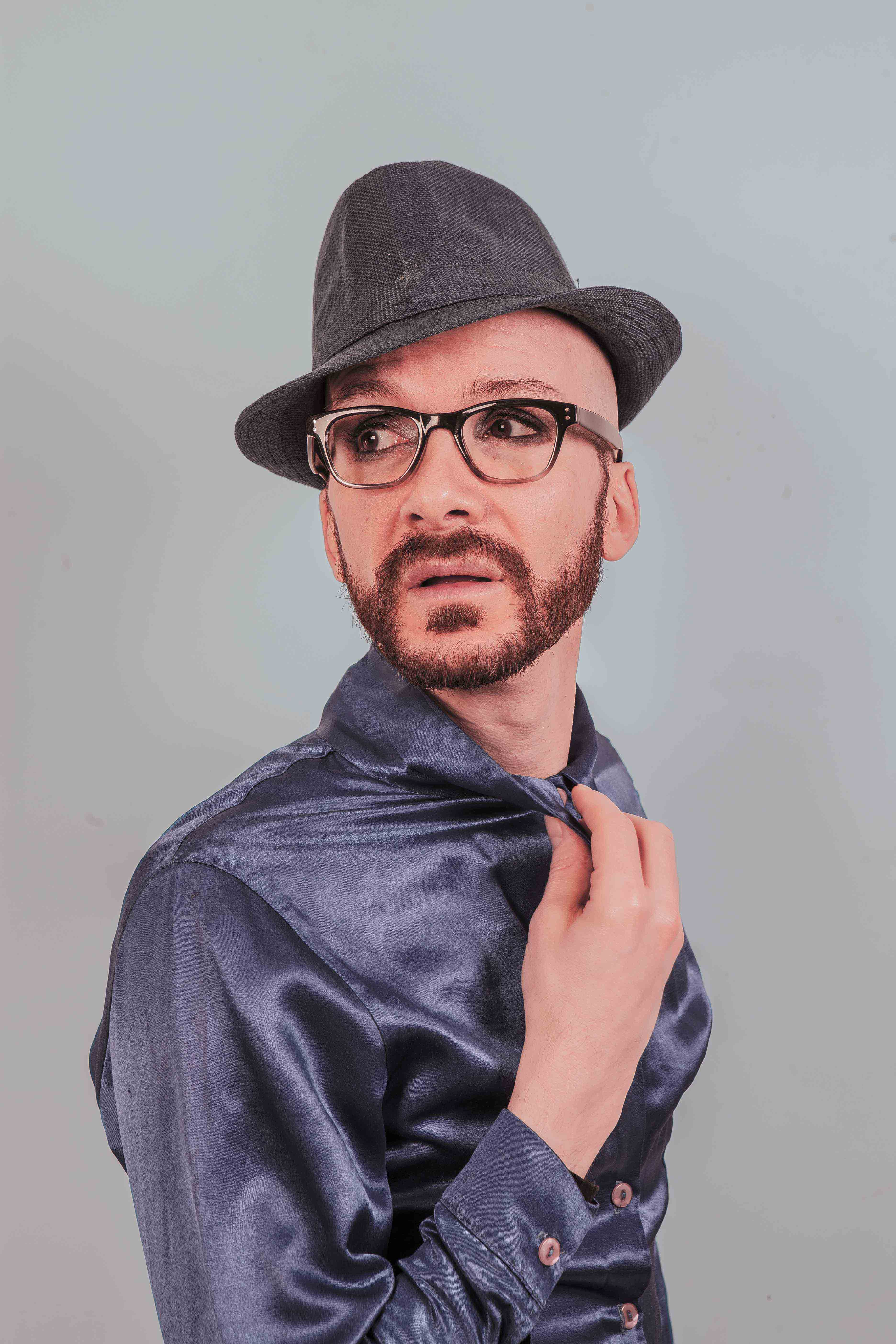
Rino Galiano

Rino Galiano (* 4. Juli 1975 in Mannheim als Calogero Galiano) ist ein deutscher Theaterschauspieler und Musiker italienischer Herkunft. 

## Leben

### Schauspielkarriere
In der TV-Produktion Atlantis darf nicht untergehen spielte Galiano den Jungen Oli Schmid. Die Sendung wurde 1988 erstmals ausgestrahlt und hatte insgesamt 6 Episoden. Ab 1994 spielte Galiano die wiederkehrende Rolle des Max Becker in der Krimireihe Schwarz greift ein.
Galiano ist auch als Theaterschauspieler tätig. Unter anderem spielt er den titelgebenden Revuestar in dem Solostück Die große Elwa Tr'tcz – Das Comeback, das 2015 im Mannheimer Musikkabarett Schatzkistl aufgeführt wird. Im Grusical Freak o' Clock übernahm er 2007 die Rolle des Transvestiten Al Ucard im Theater am Puls. Er stellte „Eighty“ und „Martin“ in der 80er-Jahre-Revue Ich will Spaß dar und zeigte 2010 das Solo-Programm Gino d’Italia auf dem Theaterschiff Lübeck.

### Musikalische Karriere

#### The Voice of Germany
2011 trat Galiano in der Castingshow The Voice of Germany auf. Mit Rinos erstem Song You Give Me Something während der Blind Auditions überzeugte er die Jury und entschied sich für das Team Xavier Naidoo. In seinem ersten Battle gegen Stefan Zielasko gewann er mit dem Song Jesus to a Child von George Michael und erreichte die nächste Runde. Nach der dritten Liveshow schied Rino Galiano aus. Zwischen ihm und seinem damaligen Coach Xavier Naidoo entwickelte sich eine Freundschaft.

#### Sing um dein Leben
Im Sommer 2012 nahm Jurymitglied Naidoo zusammen mit Teilnehmern der ersten Staffel von The Voice of Germany Lieder für ein Album unter dem Projektnamen Sing um dein Leben auf. Es waren 14 der 17 Sänger und Sängerinnen aus seiner eigenen Gruppe beteiligt (Finalist Max Giesinger sowie Elen Wendt und Laura Bellon fehlten). Eine Woche vor Start der zweiten Staffel, am 11. Oktober 2012, wurden die Lieder im Sender Pro7 in einer zweistündigen Fernsehshow vorgestellt, die Naidoo selbst moderierte. Als Gäste waren Rea Garvey, Kool Savas, Timo Hildebrand, Cindy aus Marzahn und Otto Waalkes vertreten. Anschließend wurde das Album veröffentlicht. Es stieg auf Platz 7 der deutschen Charts ein, drei Lieder konnten sich in den Singlecharts platzieren. Am 5. Juli 2013 erschien das zweite Album der Formation mit dem Titel Es geht weiter… Dieses wurde ebenfalls zuvor in einer Fernsehshow mit diversen Gästen vorgestellt und erreichte Platz 22 der deutschen Albencharts.
Die Formation nahm am 26. September 2013 am Bundesvision Song Contest 2013 für das Bundesland Hessen teil und belegte den 11. Platz.
Galiano ist Mitglied der Mo’Roots-Musiksession, die monatlich in Fody’s Fährhaus in Ladenburg stattfindet.

### Engagement
Rino Galiano unterstützt das Kinderhospiz Sterntaler in Mannheim als Botschafter.

## Diskografie

### Weitere Veröffentlichungen
- 2007: Freak O'Clock (Soundtrack)

### Gastauftritte
- 1996: Diverse auf Keine Ahnung – Rekonstruktion
- 2012: Grace auf Mandy Capristo – Grace
- 2015: Rustis – Celebration (40 Jahre Europa-Park) (Maxi-CD)
- 2015: Hendrik Schwarzer & The Prometheus Ensemble Berlin – The Time Carousel = Das Zeitkarussell 4d
- 2017: Rustis – Get The Party Started (Der Parade-Song 2017) (Maxi-CD)

## Filmografie
- 1988: Atlantis darf nicht untergehen
- 1991: Die schönste Liebesgeschichte des Jahrhunderts
- 1994–1995: Schwarz greift ein